# Monomorium hospitum
Monomorium hospitum är en myrart som beskrevs av Hugo Viehmeyer 1916. Monomorium hospitum ingår i släktet Monomorium och familjen myror. IUCN kategoriserar arten globalt som sårbar. Inga underarter finns listade i Catalogue of Life.